# Középkori hajók

A klinker és a karvel palánkozási technika összehasonlítása.

A függesztett kormánylapát is jelentős szerepet játszott a felfedezések kora európai hajóinak sikereiben.

A középkori Európa hajóit evező, vitorla, vagy mindkettő hajtotta. Rengeteg formában épültek, többnyire a régebbi, konzervatív tervek alapján.
Az északon használt hajókat a viking tapasztalatok, míg délen inkább a római hagyományok ihlették. A különféle hagyományok különféle építési technológiákat eredményeztek, így északon inkább a klinker, míg délen inkább a karvel palánkozási technika terjedt el. A középkor végére a karvel építési mód vált egyeduralkodóvá a nagyobb hajók építésében. Ugyanezen időszak alatt a kormányevezőről is áttértek a hajó farán elhelyezett kormánylapátra, valamint az egyárbócos hajókat is leváltották a többárbócosok.

## Vitorlás hajók

### A koraiközépkor
5-10. század

#### A knarr

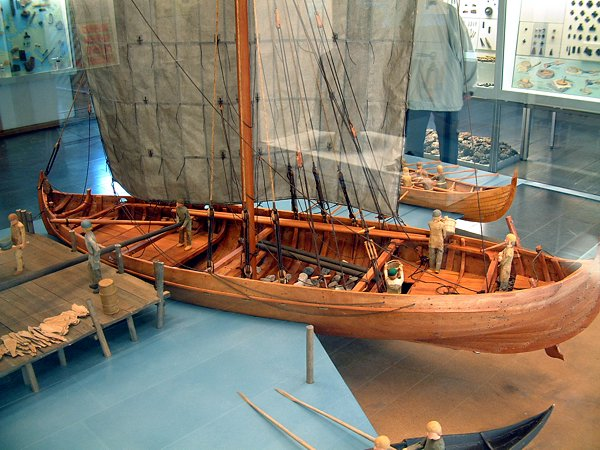
A knarr modellje

A knarr egy viking hajó, a hosszúhajóval állt rokonságban, de annál jóval nagyobb volt. Bár 50 utas is elfért volna, általában csak 10-15 fő utazott rajta, hiszen áruszállításra használták. Vitorlázata egy négyszög vitorlából állt.

### Az érettközépkor
11-13. század

#### A kogge

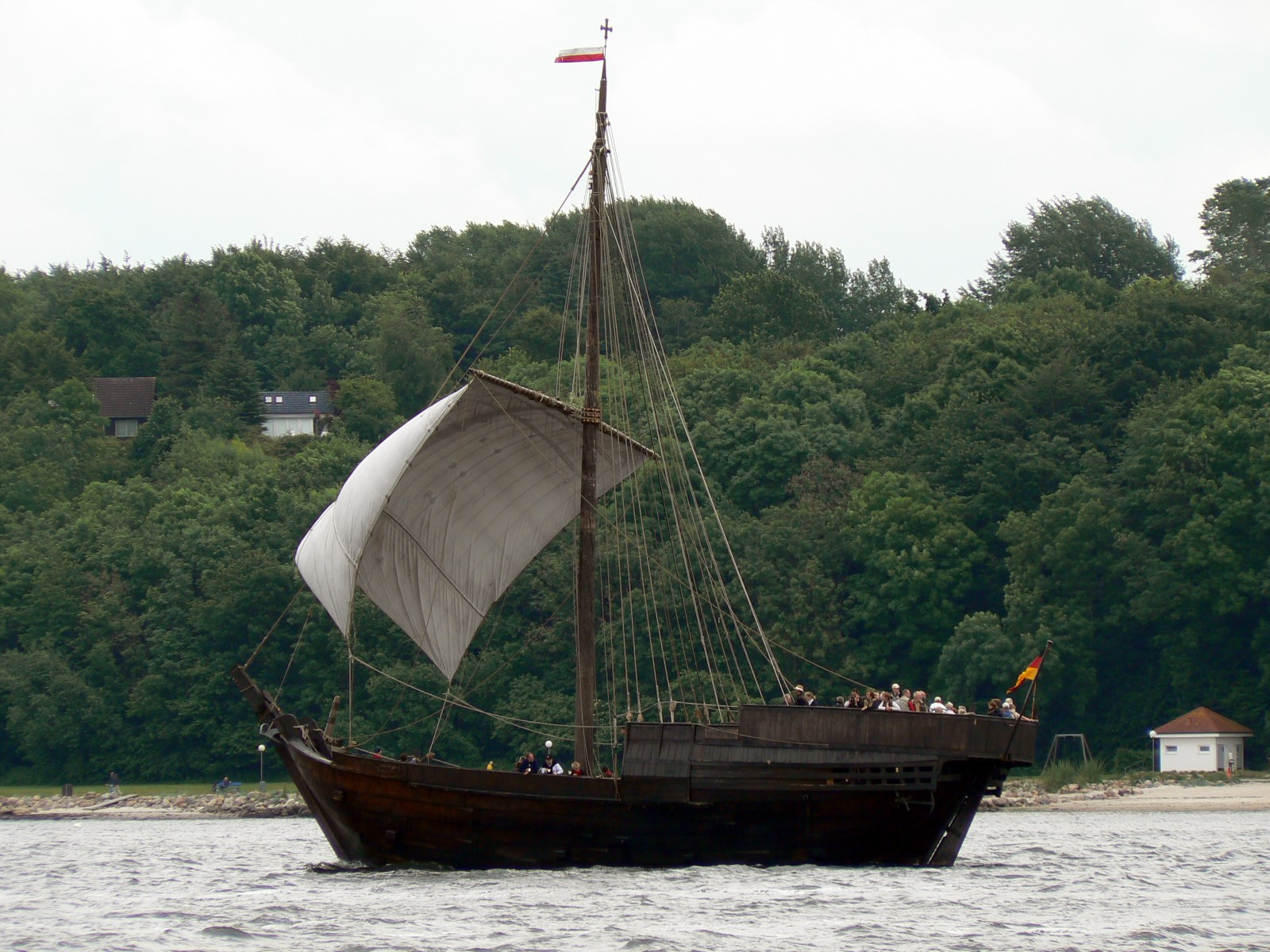
Egy kogge

A kogge egy egyárbócos, klinkerpalánk borítású hajó volt, lapos fenékkel és meredek oldalakkal. A 13. század folyamán az északi vizeken teljesen felváltotta a viking típusú hajókat, mivel azonos méret mellett sokkal több árut szállíthatott mint egy knarr. Lapos feneke könnyebbé tette a rakodást a sekély vizű kikötőkben. A magasabb oldala nagy előnyt jelentett a tengeri harcokban, különösen a kalózokkal szemben.
A koggét gyakran használták katonai szállításra, sőt hadihajóként is, elöl-hátul bástyával.
A Mediterrán medencében 1304-ben kezdték használni, az itt kialakult változatának cocha volt a neve.

#### A hulk
Első ízben a 10. században említik. A Knarrhoz hasonlóan van külső gerince, klinkerpalánkozású, elöl, hátul kerekded, az alja lapos, mint egy koggéé. A korai ábrázolásain az orrát és a farát erősen íveltnek ábrázolják. A hulkot az egész középkorban használták, sőt még a 16. században is, különösen a Baltikumban és a Hanza-szövetségben. Ezek a kései hulkok méreteikben elérték koruk legnagyobb hajóikat, például a Jesus of Lübeck 1544-ben a 700 tonnát. 

### A későközépkor

#### A karavella

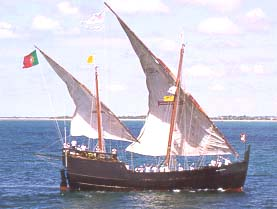
Latinvitorlás karavella

A karavellát Portugáliában fejlesztették ki, majd a 15. századtól kezdődően használták a felfedező utazásokhoz. A viking hosszúhajótól és a koggétól eltérően karvel módszerrel palánkozták. Lehetett egyszerre négyszög és latinvitorlája (Caravela Redonda), vagy csupán latinvitorlája (Caravela Latina). A leghíresebb példányaik a Nina és a Pinta (hajó) voltak.

#### A karakk

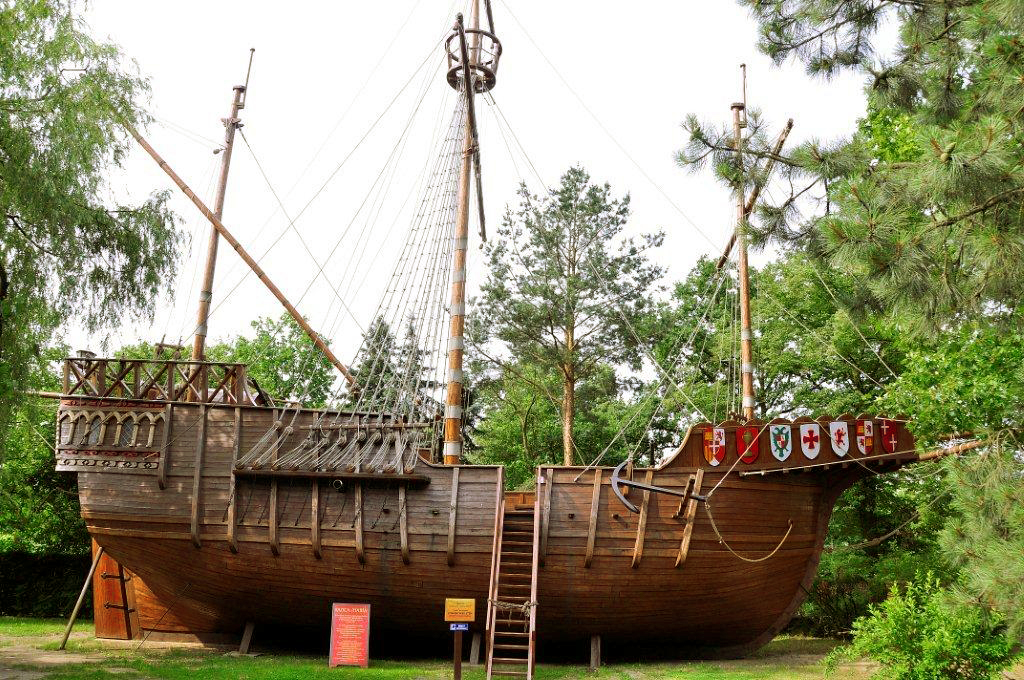
A Santa Maria, Kolumbusz híres hajójának egyik másolata

A karakkot Dél-Európában tervezték a 15. században, majd Portugáliában fejlesztették ki ugyanabban a században. A karavellát meghaladta méreteiben.
A leghíresebb karakk Kolumbusz hajója, a Santa Maria volt, a legfejlettebb pedig Vasco da Gama vitorlása, a Sao Gabriel, 6 vitorlával.

#### Kis hajók
A késő középkorban az angol források több kisebb hajótípust említenek, ezek közül néhányat a 16. században, vagy még ezután is használtak.

##### A crayer
Súlya 20-50 tonna, többnyire a csatornákban használták.

##### A hoy
A hoy gyökerei a 15. századi Flandriába nyúlnak vissza. Ezt az egyárbócos, 25-80 tonnás hajót a parti vizeken, vagy kisebb tengeri utakon használták, esetleg uszályként vontatták. A 16. században és a 17. században még hajóztak velük, majd a 19. század elején eltűntek.

##### A picard
A picar egyárbócos, 10-40 tonnás hajó volt, első ízben az 1320-as években említik. Leginkább halászflották kísérő hajójaként szolgált: hazaszállította a fogást, majd visszatért az ellátmánnyal. Más esetekben horgonyzó hajók mellé vontatták, majd az onnan átrakott árut a sekély partra, vagy a kisebb folyókba szállította. Sok példánya szolgált Skóciában, az angol partok mentén, és az Ír-tengeren.

## Evezős hajók

### Koraiközépkor

#### A gálya
A gályákat legalább a 8. századtól kezdődően egészen a középkor végéig használták kereskedelmi célokra. Legnagyobb számban a Földközi-tenger medencéjében terjedtek el. Itt főleg evezőkkel hajtották, mivel ez volt a legmegfelelőbb a gyakran változó szélirányok között. Észak-Európában is előfordult, de a nagyobb hullámokon az alacsony oldala és a lapos feneke bizonytalanná, sebezhetővé tette.

#### A hosszúhajó
A hosszúhajó több évszázados fejlődése a vikingek használatában érte el csúcsát, körülbelül a 9. században. Ezek a hajók klinker palánkozással készültek.

### Az érettközépkor

#### A balinger
A balinger egy kisméretű tengerjáró hajó volt a 15. és 16. században, súlya általában nem haladta meg a 100 tonnát. Nem volt első bástyája, vitorlázata négyszög vitorlából állt. A korai példányait legalább 30 evezővel mozgatták a sekély vízben, vagy a közelharcban. Általában a partmenti kereskedelemre használták, de szállíthatott 40 katonát is.

### A későközépkor

#### A birlinn
A birlinn egy fából készült hajó volt a Hebridák és a Skót magasföld nyugati partjai mentén használták. Klinker palánkozással épült, és vitorlával vagy evezőkkel mozgatták. Kisebb példányai 12, a nagyobbak 40 evezősek voltak.

## Fordítás
Ez a szócikk részben vagy egészben  a   Medieval ships című angol Wikipédia-szócikk ezen változatának fordításán alapul.  Az eredeti cikk szerkesztőit annak laptörténete sorolja fel. Ez a jelzés csupán a megfogalmazás eredetét és a szerzői jogokat jelzi, nem szolgál a cikkben szereplő információk forrásmegjelöléseként.